# 2006년 대한민국 슈퍼컵
대한민국 슈퍼컵 2006은 대한민국 슈퍼컵의 7번째이자 마지막 대회이다. 울산 현대 호랑이가 K리그의 우승팀 자격으로, 전북 현대 모터스가 FA컵의 우승팀 자격으로 대회에 참가하며 마지막 슈퍼컵은 현대가 더비로 치러지게 되었다. 울산 현대 호랑이가 전북 현대 모터스를 1-0으로 꺾고 첫 번째 우승을 거머쥐었다.

## 경기
| 팀 1             | 결과 | 팀 2             |
| ---------------- | ---- | ---------------- |
| 울산 현대 호랑이 | 1-0  | 전북 현대 모터스 |

| 울산 현대 호랑이 | 1 : 0 | 전북 현대 모터스 |
| ---------------- | ----- | ---------------- |
| 장상원 88′       |       |                  |